# Dalarö
Dalarö est une localité située au sud de Stockholm, en Suède. Elle fait partie de la commune de Haninge et possède 1 190 habitants.
Elle a été dans l'actualité en 2004, lors de la campagne publicitaire pour Volvo, dite Le Mystère de Dalarö.

## Voir aussi

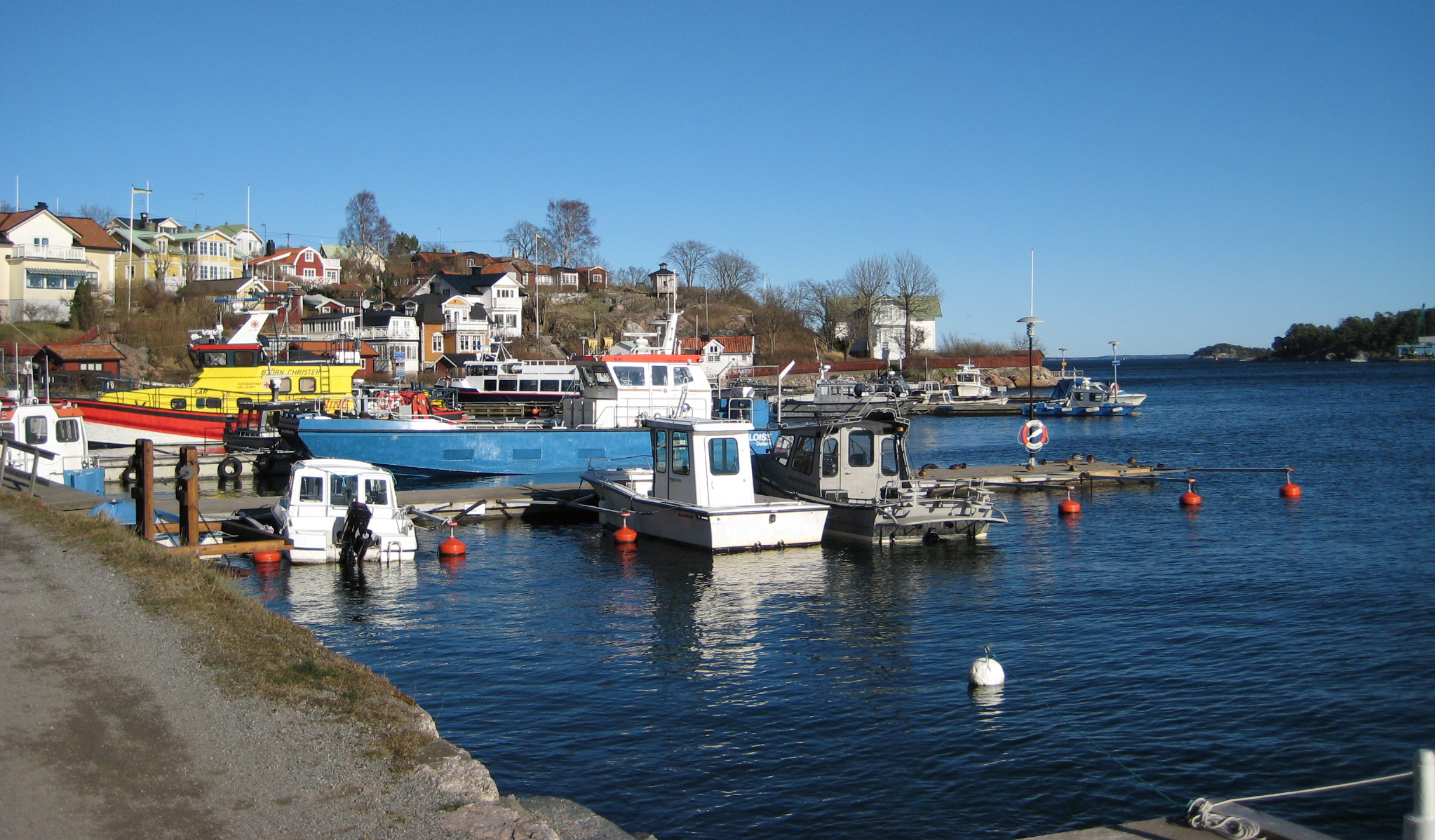
Port de Dalarö